# Ove Andersen
Ove Andersen (ur. 2 sierpnia 1899 w Kymi, zm. 13 stycznia 1967 w Lahti) – fiński lekkoatleta, długodystansowiec.
Brązowy medalista olimpijski z Amsterdamu (1928) w biegu na 3000 metrów z przeszkodami – przegrał jedynie z utytułowanymi rodakami – Toivo Loukolą i Paavo Nurmim. 

## Rekordy życiowe
- bieg na 3000 metrów z przeszkodami – 9:35,6 h (1928)